# Liste der Bodendenkmäler in Todtenweis
Auf dieser Seite sind die Bodendenkmäler in der schwäbischen Gemeinde Todtenweis zusammengestellt. Diese Tabelle ist eine Teilliste der Liste der Bodendenkmäler in Bayern. Grundlage ist die Bayerische Denkmalliste, die auf Basis des Bayerischen Denkmalschutzgesetzes vom 1. Oktober 1973 erstmals erstellt wurde und seither durch das Bayerische Landesamt für Denkmalpflege geführt wird. Die folgenden Angaben ersetzen nicht die rechtsverbindliche Auskunft der Denkmalschutzbehörde.

## Bodendenkmäler der Gemeinde Todtenweis

### Bodendenkmäler in der Gemarkung Rehling
| Lage               | Objekt                                                   | Akten-Nr.     | Bild |
| ------------------ | -------------------------------------------------------- | ------------- | ---- |
| Rehling (Standort) | Grabhügel der Bronzezeit.                                | D-7-7431-0019 |      |
| Rehling (Standort) | Straßentrasse vor- und frühgeschichtlicher Zeitstellung. | D-7-7431-0020 |      |

### Bodendenkmäler in der Gemarkung Thierhaupten
| Lage                    | Objekt                                                   | Akten-Nr.     | Bild |
| ----------------------- | -------------------------------------------------------- | ------------- | ---- |
| Thierhaupten (Standort) | Straßentrasse vor- und frühgeschichtlicher Zeitstellung. | D-7-7431-0003 |      |

### Bodendenkmäler in der Gemarkung Todtenweis
| Lage                                | Objekt | Akten-Nr.     | Bild                                          |
| ----------------------------------- | --- | ------------- | --------------------------------------------- |
| Todtenweis (Standort)               | Grabhügel der Hallstattzeit und Siedlung der Metallzeiten. Siehe auch: Hügelgrab, Hallstattzeit                                        | D-7-7431-0009 |                                               |
| Todtenweis (Standort)               | Gräber und Siedlung der Hallstattzeit und Latènezeit, frühmittelalterliches Reihengräberfeld. Siehe auch: Latènezeit, Reihengräberfeld | D-7-7431-0010 |                                               |
| Todtenweis (Standort)               | Siedlung der römischen Kaiserzeit. Siehe auch: Römische Kaiserzeit                                                                     | D-7-7431-0011 |                                               |
| Todtenweis (Standort)               | Siedlung vorgeschichtlicher Zeitstellung und Abschnittsbefestigung des Mittelalters. Siehe auch: Pfarrschanze                          | D-7-7431-0012 | weitere Bilder                                |
| Todtenweis (Standort)               | Flachgräberfeld des frühen Mittelalters.                                                                                               | D-7-7431-0013 |                                               |
| Todtenweis (Standort)               | Grabhügel der Bronzezeit. Siehe auch: Bronzezeit                                                                                       | D-7-7431-0014 |                                               |
| Todtenweis (Standort)               | Mittelalterlicher Burgstall, Siedlung des Jungneolithikums. Siehe auch: Burgstall, Burgstall Bach (Todtenweis), neolithikum            | D-7-7431-0015 |                                               |
| Todtenweis (Standort)               | Grabhügel vorgeschichtlicher Zeitstellung.                                                                                             | D-7-7431-0018 |                                               |
| Todtenweis (Standort)               | Grabhügel vorgeschichtlicher Zeitstellung.                                                                                             | D-7-7431-0028 |                                               |
| Todtenweis (Standort)               | Mittelalterlicher Burgstall. Siehe auch: Burgstall Sand (Todtenweis)                                                                   | D-7-7431-0029 | weitere Bilder                                |
| Todtenweis (Standort)               | Siedlung des Neolithikums, der Urnenfelderzeit, der römischen Kaiserzeit und des Frühmittelalters.                                     | D-7-7431-0144 |                                               |
| Todtenweis (Standort)               | Verhüttungsplatz vor- und frühgeschichtlicher Zeitstellung                                                                             | D-7-7431-0171 |                                               |
| Todtenweis (Standort)               | Siedlung der späten Hallstatt- und frühen Latènezeit.                                                                                  | D-7-7431-0179 |                                               |
| Todtenweis Kirchstraße 4 (Standort) | Mittelalterliche und frühneuzeitliche Befunde im Bereich der Katholischen Pfarrkirche St. Ulrich und Afra in Todtenweis.               | D-7-7431-0247 | Mittelalterliche und frühneuzeitliche Befunde |
| Todtenweis (Standort)               | Siedlung der Römischen Kaiserzeit. | D-7-7431-0267 |                                               |